# S71-es személyvonat
Az S71-es személyvonat egy budapesti elővárosi vonat Budapest-Nyugati pályaudvar és Vác között. Vonatszámuk négyjegyű, és 25-tel kezdődik. A járatok Stadler FLIRT-ből, valamint hétköznapokon BVmot motorvonatból kiállítva közlekednek.

## Története
Budapest és Vác között korábban is járt azonos megállási renddel személyvonat, az S71-es jelzést 2014. december 14-étől viseli.
2022. augusztus 29-étől a vonatok nem állnak meg Vácrátóton.
2023/2024-es menetrendváltástól Alagimajor megállóhelyen a vonatok csak feltételesen állnak meg.

## Megállóhelyei
Ütemes menetrend szerint minden óra ugyanazon percében indul és érkezik mindegyik állomáson. Hétköznap és hétvégén is óránként közlekedik.
| Az átszállási kapcsolatok között az azonos útvonalon, de ritkább megállási renddel közlekedő G71 -es személyvonat nincs feltüntetve! |                             |          | |
| Perc (↓) | Állomás                     | Perc (↑) | Átszállási kapcsolatok |
| 0 | Budapest-Nyugati végállomás | 86       | 9, 26, 91, 191, 226, 291 4, 6 72, 73 S21 , S50 , Z50 , S70 , G70 , Z70 , S72 , Z72 , IC, EC, EN, sebesvonat                                                                            |
| 5 | Rákosrendező                | 80       | S70 , G70 , S72 20E, 25, 30, 30A, 32, 230 74, 81 |
| 9 | Istvántelek                 | 76       | S70 125, 125B |
| 15 | Rákospalota-Újpest          | 72       | S70 , G70 96, 121, 124, 225, 125B, 270, 296, 296A 12, 14 |
| 18 | Rákospalota-Kertváros       | 66       | 125, 125B, 170, 225, 270 |
| 23 | Alagimajor                  | 61       | |
| 30 | Fót                         | 57       | 324, 325, 371 |
| 32 | Fótújfalu                   | 54       | |
| 35 | Fótfürdő                    | 51       | |
| 40 | Csomád                      | 46       | |
| 46 | Ivacs                       | 39       | 389, 391, 392, 395, 396 |
| 49 | Veresegyház                 | 37       | 389, 391, 392, 395, 396, 451, 454 |
| 52 | Erdőkertes                  | 32       | 318, 319, 393, 451, 453 |
| 55 | Vicziántelep                | 29       | |
| 60 | Őrbottyán                   | 26       | 342 |
| 66 | Rudnaykert                  | 19       | |
| 69 | Váchartyán                  | 17       | 313, 315, 339 |
| 75 | Csörög                      | 10       | 342, 343, 348, 455 |
| 79 | Máriaudvar                  | 6        | 342, 348, 455 |
| 83 | Vác-Alsóváros               | 3        | S70 , G70 314, 334, 335, 336, 337, 338, 339, 347, 348, 366 |
| 86 | Vác végállomás              | 0        | S70 , G70 , Z70 , S77 , S750 , EC, EN 300, 314, 328, 329, 330, 331, 332, 333, 334, 335, 337, 338, 339, 342, 343, 345, 347, 348, 350, 351, 361, 362, 363, 364, 365, 371, 455 1010, 1013 |